# Біккулово (Чишминський район)
Бікку́лово (рос. Биккулово, башк. Бикҡол) — присілок у складі Чишминського району Башкортостану, Росія. Входить до складу Дурасовської сільської ради.
Населення — 120 осіб (2010; 124 у 2002).
Національний склад:
- башкири — 97 %